# Leptopterix hirsutella
Leptopterix hirsutella är en fjärilsart som beskrevs av Denis och Ignaz Schiffermüller 1775. Leptopterix hirsutella ingår i släktet Leptopterix och familjen säckspinnare. Inga underarter finns listade i Catalogue of Life.